# Sacquenville
Sacquenville là một xã thuộc tỉnh Eure trong vùng Normandie miền bắc nước Pháp.